# Jan Josef z Valdštejna
Jan Josef hrabě z Valdštejna, také z Waldsteinu (německy Johann Joseph Graf von Waldstein; 26. června 1684 – 22. dubna 1731) byl český šlechtic ze starobylého rodu Valdštejnů. Zastával vysoké úřady ve správě Českého království, proslul především jako progresívní podnikatel a zakladatel textilní manufaktury v Horním Litvínově, která ve své době dosáhla evropského významu. Patřil k nejbohatším šlechticům své doby, vlastnil rozsáhlý majetek ve středních a severních Čechách (Křivoklát, Duchcov) a na Vysočině (Třebíč). Kromě svých hospodářských aktivit byl také významným mecenášem umění a iniciátorem vzniku řady světských a sakrálních staveb, pro které angažoval přední barokní architekty a umělce (F. M. Kaňka, O. Broggio, V. V. Reiner, F. M. Brokoff, M. B. Braun).

## Veřejná činnost
Byl mladším synem Arnošta Josefa z Valdštejna (1654–1708) a jeho manželky Marie Anny Kokořovcové (1651–1687). Absolvoval kavalírskou cestu a krátce po dosažení zletilosti byl jmenován říšským dvorním radou (1706), dosáhl také čestných hodností císařského komořího a tajného rady. V letech 1720–1731 byl nejvyšším maršálkem Českého království a od roku 1724 zároveň prezidentem komerčního kolegia. Na rozdíl od svých současníků z řad šlechty, kteří do vysokých zemských úřadů promítali své osobní ambice a snahu o zvýšení rodové prestiže, Jan Josef z Valdštejna vysoké posty využíval k hospodářskému rozvoji celé země, tak jak to činil i na svých soukromých statcích. Dvakrát byl také principiálním komisařem u českého zemského sněmu (1724, 1727–1728).
Jako nejvyšší zemský maršálek a zároveň dědičný nejvyšší kráječ[zdroj?] Českého království měl důležitou ceremoniální úlohu v době korunovace Karla VI. českým králem (1723). Kvůli postupující nemoci (trpěl dnou, na jejíž následky nakonec předčasně zemřel) se nemohl zúčastnit všech slavností spojených s korunovací, ale zásadním aktům byl přítomen. V srpnu 1723 navíc císaře s celým dvorem hostil na zámku v Lánech. Díky svému mimořádnému zájmu o hospodářství žil převážně na svých statcích v Čechách, zatímco pobytům u dvora se vyhýbal. Přesto řadu let usiloval (neúspěšně) o získání prestižního Řádu zlatého rouna a využíval k tomu přátelských kontaktů ve Vídni (Alois Tomáš z Harrachu).

## Majetkové a finanční poměry

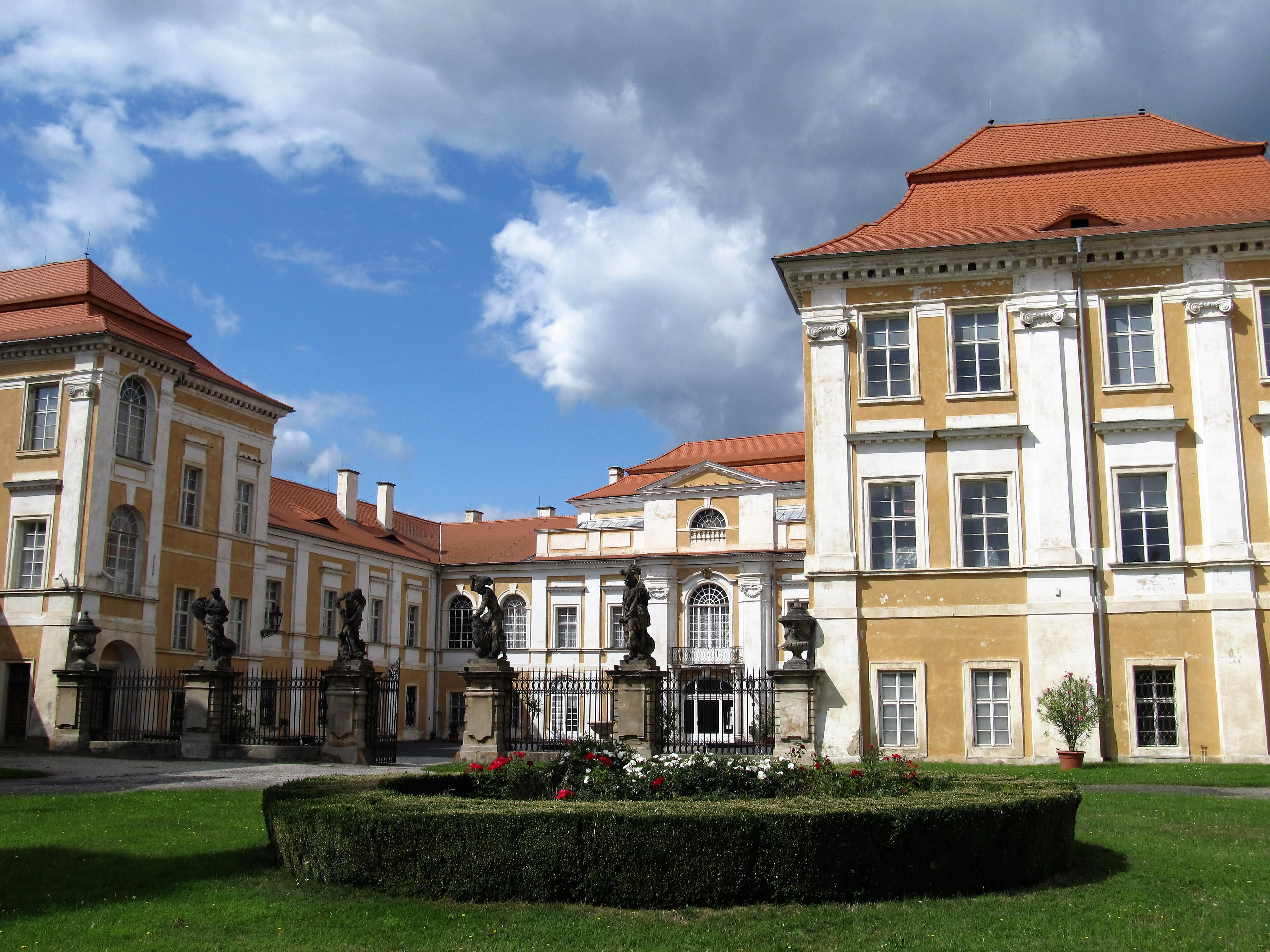
Zámek Duchcov

Již jako desetiletý se stal univerzálním dědicem majetku svého strýce, pražského arcibiskupa Jana Bedřicha z Valdštejna (1645–1694), který mu odkázal Duchcov a Horní Litvínov. Toto panství po dobu jeho nezletilosti spravoval otec Arnošt Josef. Jan Josef převzal správu Duchcova v roce 1707, krátce nato po otci zdědil Křivoklát, Nižbor, Krušovice a Lány na Rakovnicku, k tomuto dominiu náležela také městečka Nové Strašecí a Unhošť (1708). O Křivoklát projevila vzápětí zájem dvorská komora, která měla na základě smlouvy z roku 1685 předkupní právo, Valdštejnem požadovaná částka 600 000 zlatých ale přesahovala možnosti komorní pokladny, takže z případného prodeje sešlo. Jan Josef ještě téhož roku 1709 připojil ke Křivoklátu panství Petrovice zakoupené za 100 000 zlatých. Po starším bratrovi převzal v roce 1722 seniorátní fideikomis Třebíč a také Valdštejnský palác v Praze. Naproti Valdštejnskému paláci již v roce 1709 koupil dva domy, které nechal přestavět na palác, dnes známý jako Pálffyovský. Mimoto v Celetné ulici koupil v roce 1714 dům U Tří králů.
Po vzoru svého otce se od mládí zabýval hospodářskou problematikou a ekonomice svých statků věnoval značnou pozornost. Významné aktivity Jana Josefa z Valdštejna jsou spojeny s Horním Litvínovem, který se za jeho éry stal významným centrem textilního průmyslu. Hornímu Litvínovu vymohl v roce 1715 povýšení na městečko, téhož roku zde založil manufakturu na výrobu sukna. Horní Litvínov pak zaznamenal výrazný nárůst v počtu obyvatel a v manufaktuře pracovalo téměř 400 dělníků. Po otci převzal železářské podnikání v Nižboru, kde se za války o španělské dědictví vyráběly zbraně. I po válce podporoval v okolí Nižboru železné hamry. Mimoto vstoupil do konsorcia, které těžilo zlato v okolí Jílového u Prahy. V kontextu s dalšími aktivitami se jeví jako nevýznamná těžba rumělky na Berounsku.
Stejně jako většina tehdejší šlechty byl Jan Josef z Valdštejna celý život značně zadlužen a úvěrové zatížení se pohybovalo v řádech statisíců zlatých. Na rozdíl od svých současníků však úvěry nevyužíval jako spotřební, ale investiční. Podobně jako jeho otec Arnošt Josef se tak zařadil k úspěšným hospodářům z řad aristokracie v 18. století. Díky obrovské hodnotě zděděných statků a vysokým finančním výnosům (jen na panství Křivoklát se odhadoval ročně na cca 40 000 zlatých) neměl potíže nové úvěry získávat a bez problémů je splácel.

## Stavebník a mecenáš

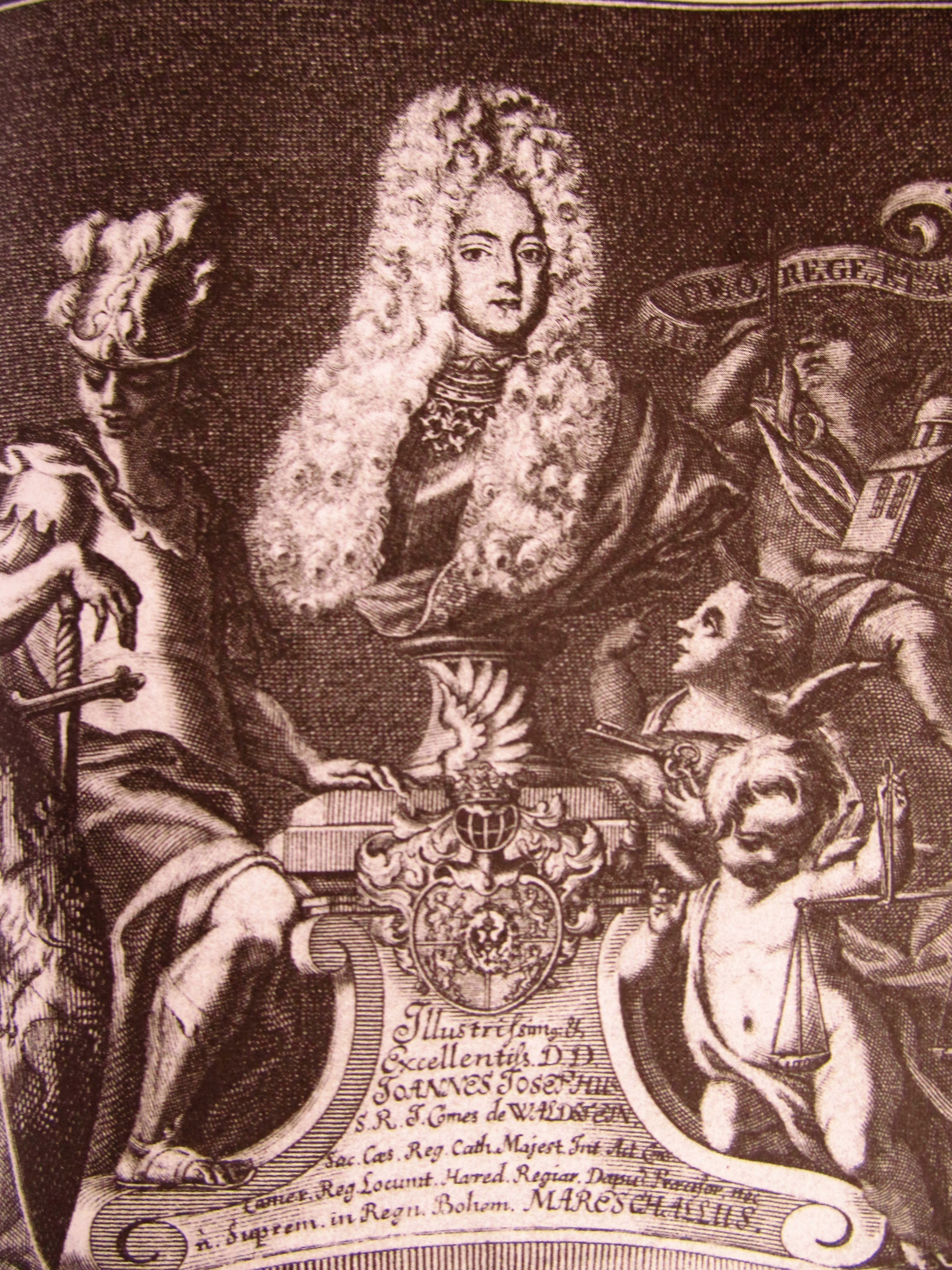
Jan Josef z Valdštejna

Jako zadavatel soukromých i veřejných staveb zanechal největší stopu v Duchcově, který byl jeho hlavním sídlem. Pokračoval ve výstavbě zámku započaté jeho předchůdci, za jeho éry se na úpravách zámku podílel O. Broggio, k sochařské výzdobě byli přizváni M. B. Braun a F. M. Brokoff, francouzskou zahradu projektoval J. F. Schor. Z osobní iniciativy Jana Josefa vznikl hlavní sál s výjevy z historie rodu Valdštejnů, které namaloval V. V. Reiner. Reiner je také autorem fresky v dnes již neexistujícím kostele Nanebevzetí Panny Marie v sousedství hraběcího špitálu (F. M. Kaňka). Po požáru Duchcova nechal na vlastní náklady vystavět novou radnici (1711).
Mohutnou stavební činnost vyvinul na panství Petrovice, které získal v roce 1709. Během několika málo let zde nechal postavit zámek, kostel Navštívení Panny Marie, faru, školu, ovčín a sýpku. V okolí Křivoklátu byl v roce 1720–1724 přestavěn hrad v Nižboru na barokní zámek, v roce 1728 byl postaven zámek v Krušovicích a nakonec došlo i k rozšíření zámku v Lánech (1730–1731), který byl vedle Duchcova oblíbeným rodinným sídlem.
Některé stavby z doby Jana Josefa z Valdštejna dnes již neexistují, jedná se například o areál hospodářského dvora s kostelem sv. Petra a Pavla (O. Broggio) v obci Liptice, která zanikla v roce 1976 v souvislosti s rozšiřováním těžby uhlí. Zbořen byl také hraběcí špitál s kaplí Nanebevzetí Panny Marie v Duchcově, hodnotná freska V. V. Reinera byla ale umístěna v nově vystavěném zahradním pavilónu. Kostel svatého Šimona a Judy v Zabrušanech poblíž Duchcova původně z let 1723–1728 postavený na oslavu vítězství v jednom majetkovém soudním sporu musel ustoupit těžbě uhlí již počátkem 20. století, místní obyvatelé si ale vymohli vybudování jeho repliky.
Z drobnějších sakrálních památek vyniká socha sv. Jana Nepomuckého u obce Nový Dům poblíž lánského zámku. Vznikla v roce 1723 na upomínku návštěvy císařského páru v Lánech. Mimoto Jan Josef z Valdštejna financoval výstavbu čtvrté kaple na poutní cestě od pražské Lorety do kláštera v Hájku.

## Rodina

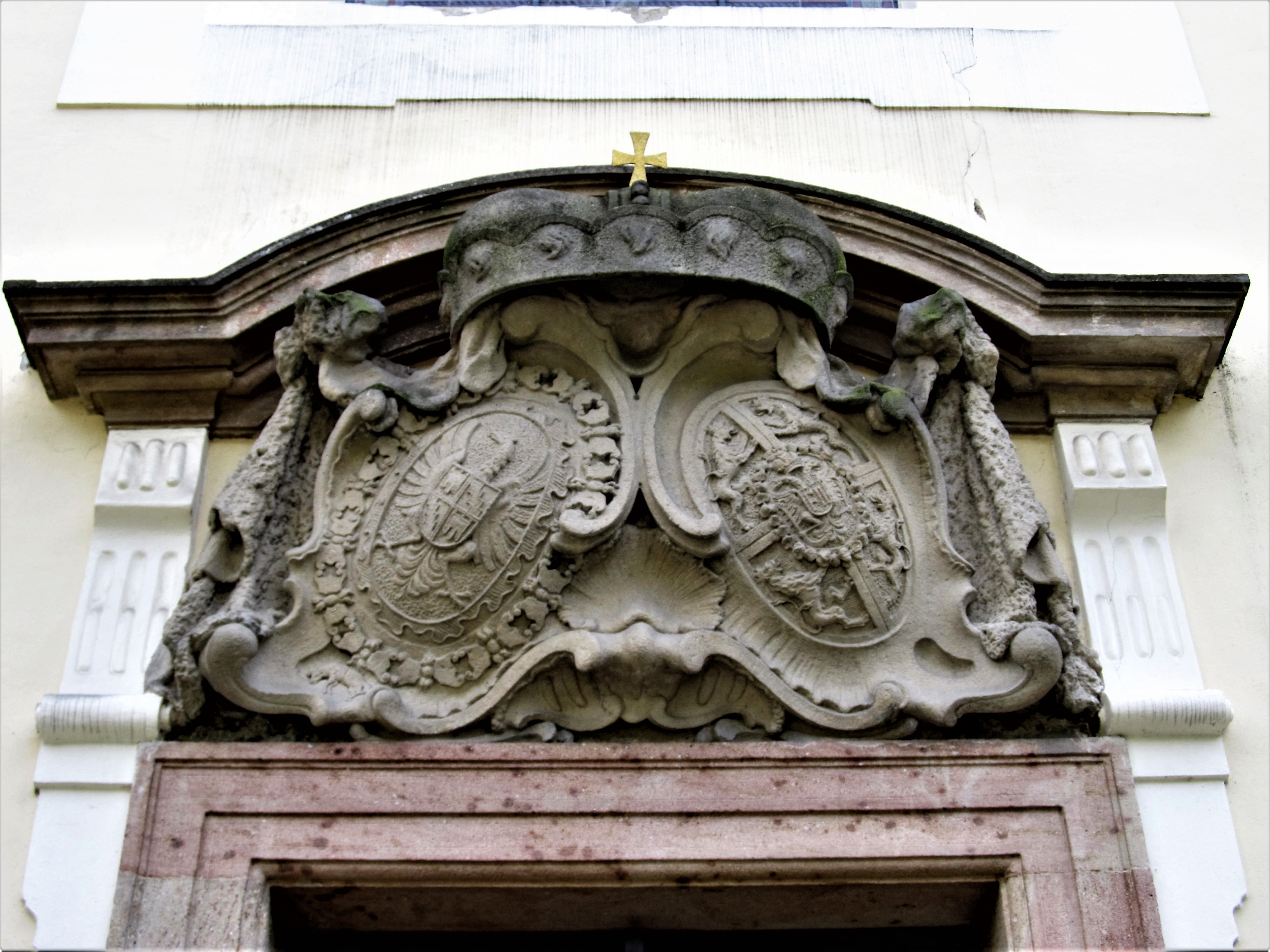
Alianční erb Valdštejnů a Fürstenbergů v Lánech

V lednu 1706 se oženil se svou vzdálenou sestřenicí Eleonorou Marií z Valdštejna (1687–1749), dcerou významného diplomata Karla Arnošta z Valdštejna. Eleonora Marie byla po otci spoludědičkou panství Svijany, druhou polovinu odkoupil Jan Josef od její sestry v roce 1714. Krátce nato získal od své tchyně Marie Terezie Valdštejnové, rozené z Losensteinu, i panství Dobrovice–Loučeň.
Z jejich manželství pocházely tři dcery, Eleonora (1708–1723) a Marie Josefa (1709) však zemřely v dětství. Dospělého věku se dožila jen nejstarší Marie Terezie (1707–1756), která se v Praze v červnu 1723 provdala za knížete Josefa Viléma z Fürstenbergu (1699–1762). Jejich sňatek byl naplánován do doby pražské korunovace Karla VI. českým králem a díky účasti celého dvora i zahraničních hostů se stal mezinárodní záležitostí. Marie Terezie se stala také dědičkou značné části otcova majetku (Křivoklát, Lány, Nižbor, Krušovice, Dobrovice, Loučeň) a přispěla tak k domestikaci rodu Fürstenbergů v Čechách. Valdštejnské fideikomisy Duchcov a Třebíč zdědili synovci Jana Josefa František Arnošt z Waldsteinu (1706–1748) a František Josef (1709–1771).